# Kanton Villeneuve
Villeneuve is een voormalig kanton van het Franse departement Aveyron. Het kanton maakte deel uit van het arrondissement Villefranche-de-Rouergue. Het werd opgeheven bij decreet van 21 februari 2014 met uitwerking op 22 maart 2015.

## Gemeenten
Het kanton Villeneuve omvatte de volgende gemeenten:
- Ambeyrac
- La Capelle-Balaguier
- Montsalès
- Ols-et-Rinhodes
- Sainte-Croix
- Saint-Igest
- Saint-Rémy
- Salvagnac-Cajarc
- Saujac
- Villeneuve (hoofdplaats)